# Kanton Marly
Kanton Marly is een kanton van het arrondissement Valenciennes in het Franse Noorderdepartement. Het kanton is in 2015 gevormd overeenkomstig het decreet van 17 februari 2014 uit gemeenten van de kantons Valenciennes-Est en Condé-sur-l'Escaut .

## Opmerking
Van 1790 tot 1801 bestond er ook een kanton met deze naam. Dit bevond zich evenwel in het departement Aisne rond de huidige gemeente Marly-Gomont.

## Gemeenten
Het kanton omvat de volgende 17 gemeenten:
- Condé-sur-l'Escaut
- Crespin
- Curgies
- Estreux
- Hergnies
- Marly
- Odomez
- Préseau
- Quarouble
- Quiévrechain
- Rombies-et-Marchipont
- Saint-Aybert
- Saultain
- Sebourg
- Thivencelle
- Vicq
- Vieux-Condé